# 蔡陽昆
蔡陽昆（1921年2月28日—2018年），臺灣嘉義縣朴子市人，彰化基督教醫院醫生，多年在二林鎮義診，促使二林基督教醫院、喜樂保育院創立，獲第九屆醫療奉獻獎。

## 生平
蔡陽昆為1921年2月28日生於朴子，出身基督教家庭。父親蔡超師從黃純仁學醫，黃純仁又是馬雅各的學生。蔡陽昆因兄弟姐妹十二人中僅有八人長大，目睹了妹妹因腹膜炎而死，而立志學醫。後來，他與兩個兄弟都被父親送到日本學醫。

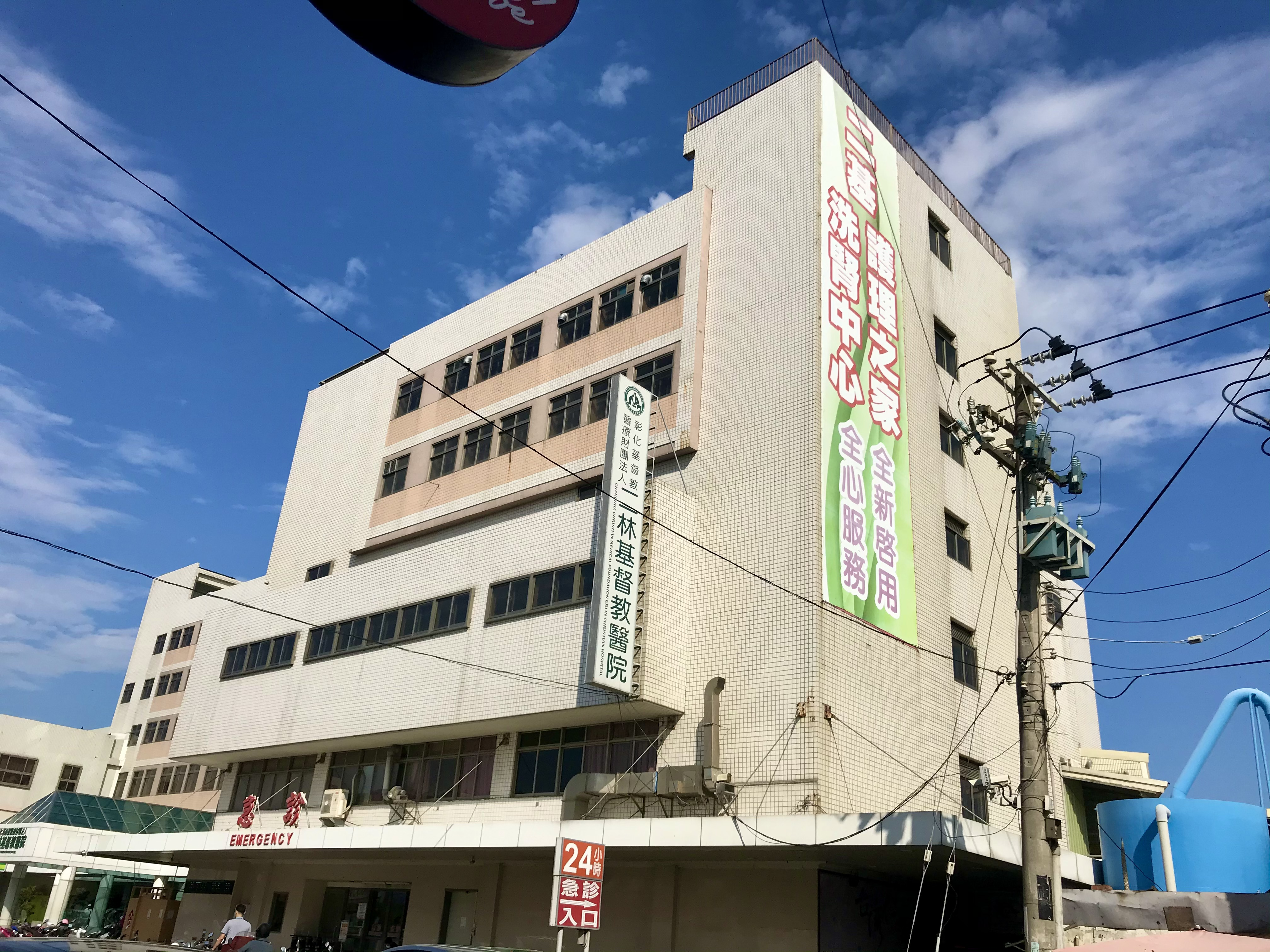
二林基督教醫院

1946年3月，蔡陽昆從慶應大學醫學部畢業，至郭章垣做院長的省立宣蘭醫院服務。二二八事件郭章垣遭捕，擔任外科醫師的蔡陽昆即前往台北市找時任省參議會秘書長的連震東救命，正當連震東寫信擬交與當時宜蘭市長朱正宗時，郭章垣就遭處死。多年後，蔡陽昆陳述二二八事件，仍難掩哀傷。
1950年，蔡陽昆至彰化基督教醫院擔任外科醫生。當時全彰化市僅二十多位醫師，外科醫師缺乏，彰基也只是僅十來名醫護人員的小醫院，薪水僅一個月三百多元。1954年，蘭大弼讓蔡陽昆至倫敦大學專攻骨科、整形外科。1960年，蔡陽昆以「台灣迷信─收驚之民族心理學與精神醫學」作論文，取得大阪市立大學博士。
蔡陽昆在彰基服務十年後離職，在彰化市永樂街開業外科醫院。除自行開業外，他曾擔任彰化基督教醫院董事及董事長、彰化教會太平幼稚園董事長、彰化縣醫師公會理事長、彰化教會長老、台中中會和彰化中會的總委長老。
1961年，在謝緯號召下，蔡陽昆等立義診醫療團巡迴台中、彰化等山地、沿海。成員除謝緯、蔡陽昆外，還有林庚申、侯安息、陳耀暄、黃明輝等醫生。後來，蔡陽昆因感服務範圍太大，顧此失彼，便縮小範圍只為二林一帶的沿海地區義診。1964年，他為偏遠地區的二林促進設立彰基分院。當時常有病患因繳不出錢，就由蔡陽昆倒貼，其他人也加入捐款助貧。他也是收容小兒麻痺病童的喜樂保育院創始人之一。
1968年，專收殘障兒童的彰化仁愛實驗學校成立，蔡陽昆主動爭取擔任義務校醫。家長反映由他具名的轉診案，一到彰化基督教醫院就會受到特別照料，校長黃清華因此稱「超級校醫」。
1999年5月1日，獲頒第九屆醫療奉獻獎。
蔡陽昆女兒蔡珠玲和女婿吳元煌在洛杉磯開設醫院。晚年，蔡陽昆移居美國，2018年去世。

## 軼事
蔡陽昆在彰化市永樂街開業時，曾幫一位火拼受傷的黑幫份子救命，兩人除成為好友，這黑幫在他勸導下從善。之後與這人火併的對方，打聽是到蔡醫生醫好，也慕名求診。
一次一位患者用假黃金做手術費質押，蔡陽昆因知道他窮而退還。護士就在手術室外聽到患者家屬小聲說這醫生實在厲害，連金子是假的也知道。